# Carlos Pace
José Carlos Pace (ur. 6 października 1944 w São Paulo, zm. 18 marca 1977 w Mairipora) – był brazylijskim kierowcą wyścigowym.
Wziął udział w 73 wyścigach Formuły 1. Zadebiutował w zespole March 4 marca 1972 roku. W swoich startach w Formule 1 wygrał jeden wyścig (Grand Prix Brazylii 1975), a 6 razy stanął na podium. Łącznie zdobył 58 punktów w mistrzostwach. Zdobył także 1 pole position oraz 5 najszybszych okrążeń.

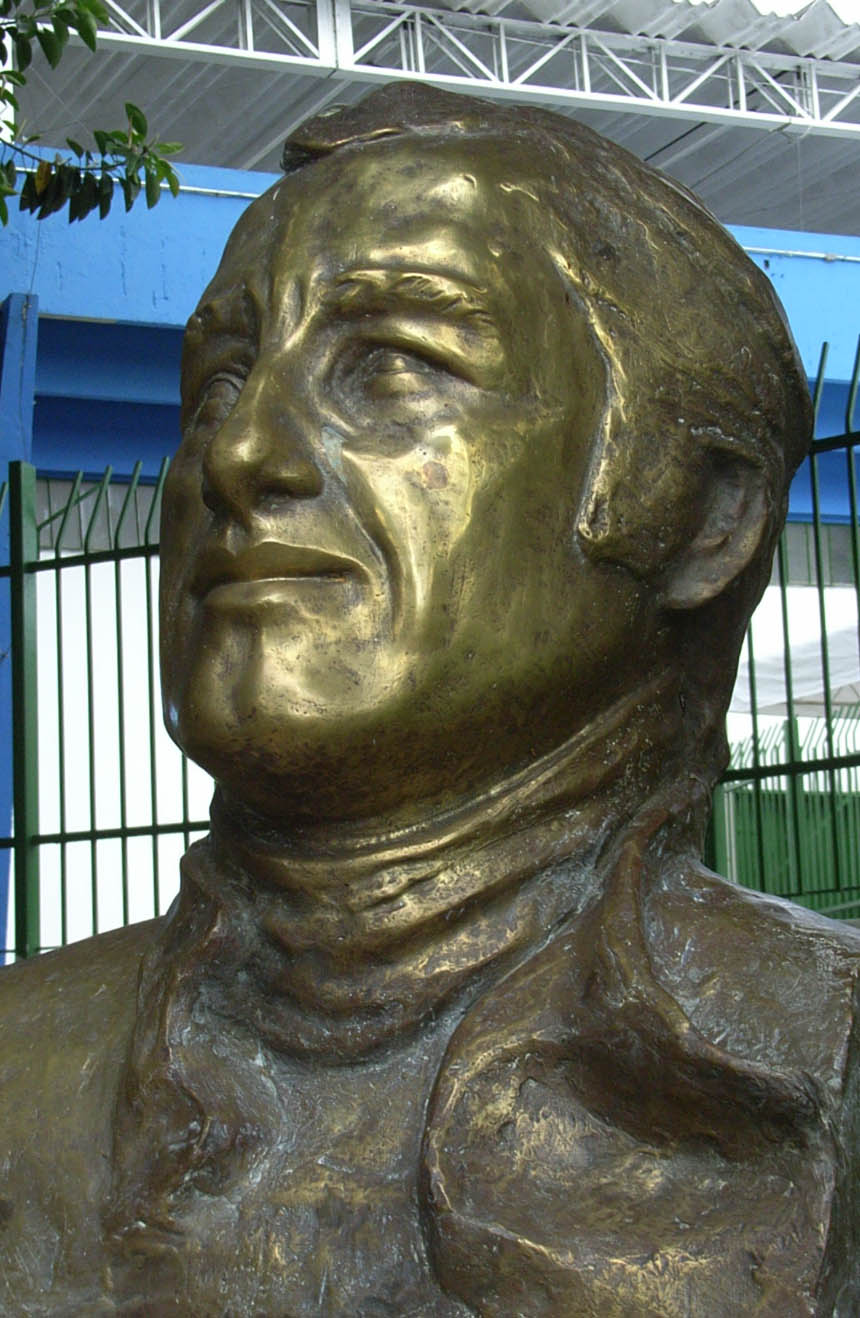
Pomnik Carlosa Pace w São Paulo

Zginął w katastrofie lotniczej w okolicach rodzinnego miasta, gdy wracał z wypoczynku na farmie przyjaciela.
Na znak pamięci Brazylijczyka, w 1985 roku tor Interlagos nazwano jego imieniem.